# Soumaâ du Khroub
La Soumaâ du Khroub ou Mausolée royal numide d'El Khroub, surnommé Tombeau de Massinissa en référence au roi numide Massinissa, est un monument funéraire d'époque numide, situé à El Khroub dans la wilaya de Constantine, non loin de l'antique Cirta, capitale du royaume de Numidie. Il s'agit d'un mausolée turriforme sur plan carré de 30 m de haut dont l'analyse du mobilier a permis de le dater de la seconde moitié du IIe siècle av. J.-C. Il aurait été construit à l'intention d'un prince ou monarque numide possiblement le roi Micipsa ou son fils Hiempsal, d'après la datation du mobilier et l'analyse des cendres funéraires,.
Il est par ailleurs inscrit sur la liste indicative du patrimoine mondial de l'Unesco depuis 2002 au titre des « Mausolées Royaux de Numidie, de la Maurétanie et les monuments funéraires pré-islamiques » pour les critères (ii)(iii)(iv).

## Histoire
Selon un document du musée national Cirta, les fouilles engagées par des archéologues français, entre 1915 et 1916, évoquent la probabilité que les pierres du mausolée étaient de style mixte gréco-punique, importées à Cirta par des ouvriers grecs et carthaginois qui y furent employés par les rois de Numidie, principalement Massinissa et son fils aîné Micipsa.

## Description
Le monument se présentait sous forme de trois étages superposés. Le premier étage étant un bloc plein et lisse. S'ensuit une chambre cubique munie de quatre fausses portes entre des piliers d’angle sculptés de boucliers en relief. Le dernier étage étant constitué d'une colonnades de plan carré. Les moellons étant disposés à sec et maintenus avec des filons de jointure en plomb.
Mais les pierres jaunes de ces deux niveaux aujourd’hui invisibles depuis plus d’un millénaire jonchent toujours le sol aux alentours immédiats de la sépulture royale et avaient valu au monument l’appellation populaire de «Soumaâ du Khroub» (minaret) pour sa forme allongée faisant penser à celle d’un phare ou d’un minaret,.

## Exposition
Le tombeau qui formait deux compartiments superposés, séparés par des dalles, contenait trois urnes funéraires intactes et les débris de plusieurs autres ainsi que divers autres objets oxydés et en morceaux, dont des restes d’une épée, un casque, une tunique, des fers de lances, des javelots, une cotte de mailles et des ossements. Ces objets sont exposés au Musée national Cirta.